# Modde
Modde var en svensk humorserie och serietidning om en hippie-/modsliknande figur. Serien gjordes av Kjell E. Genberg (manus) och Carlos Canel (bild) med start 1966 och en bit in på 1970-talet. Den debuterade i tidningen Träff med (en festlig polare) men fick även en kortlivad egen serietidning, utgiven av Populärpressförlaget (1970) och Williams förlag (1971).